# Pleurosicya muscarum
Pleurosicya muscarum är en fiskart som först beskrevs av Jordan och Seale, 1906.  Pleurosicya muscarum ingår i släktet Pleurosicya och familjen smörbultsfiskar. Inga underarter finns listade i Catalogue of Life.